# 真昼の月 (1996年のテレビドラマ)
『真昼の月』（まひるのつき）は、1996年7月4日から9月19日までTBS系列の「木曜10時枠の連続ドラマ」枠で放送された日本のテレビドラマ。主演は織田裕二と常盤貴子。

## 概要
第1話で常盤貴子がリアルなレイプシーンを演じており、そのシーンの意義やレイプ、トラウマなどの社会問題について放送当時は様々な議論が起こった。
アナウンサー志望の女性が婦女暴行の被害に遭い、心に深いトラウマを負って男性不信的な状態になるものの、クリーニング店を経営する男性との関わりの中から徐々に回復し、最後はその男女が結ばれるというもの。織田裕二は初のベッドシーンに挑んでいる。なお、このクリーニング店経営の男性の妹役として出演した佐藤藍子がブレイクするきっかけとなった。
また、この年の秋に放送された「ハプニング大賞」で飯島直子がNGを連発し審査員が高評価を称え、個人として初の「大ハプニング大賞」（＝グランプリ）を受賞した。その中のNGでは、NGを出した飯島にスタッフは反応しないうえに織田の苦笑いだけが起こり、焦る飯島が「何か言ってよ、ごめんなさい」と詫びるがスタッフからはあえなく「ハプニング大賞行きです」と宣告される始末であった。
舞永（常盤貴子）が所属するプロダクションの先輩役に1シーンのみ有賀さつきが出演している。
スウィング・アウト・シスターが本作の主題歌に書き下ろした「あなたにいてほしい」（英題：Now You’re Not Here）は、ドラマとともに大ヒットし日本で高い人気を獲得した。日本でのみ発売された同シングルは30万枚を越える洋楽売り上げ1位を記録し、1997年第11回日本ゴールドディスク大賞洋楽部門のグランプリ・シングル賞を受賞した。オリコン洋楽シングルチャートでは1996年8月19日付から11週連続1位を獲得した。
織田裕二のデビュー20周年を記念して、『ママハハ・ブギ』『予備校ブギ』『あの日の僕をさがして』と共に本作もDVD化リリースされている。

## キャスト
富樫直樹
演 - 織田裕二
クリーニング店を営む青年。舞永と恋に落ちるが、ある時から彼女と連絡が取れなくなってしまう。
山下舞永（まえ）
演 - 常盤貴子
アナウンサーを目指す女性。直樹と出会い、恋に落ちるがその直後のある夜、見知らぬ男達にレイプされてしまう。
広瀬吾郎
演 - 内藤剛志
直樹の恩師。誰に対しても明るく優しい性格で接し生徒達に慕われる人気教師だったが、その性格が裏目に出てある女子生徒に自殺未遂をされた過去がある。
坂口茉莉
演 - 飯島直子
直樹の友人で看護婦。暴行を受け病院に搬送されてきた舞永の担当になる。
富樫智香
演 - 佐藤藍子
直樹の妹。
富樫由子
演 - 白川由美
直樹・智香の母。2人が幼い頃に2人を捨てた。子宮がんにかかっている。
光屋健
演 - 渡辺慶
直樹が営むクリーニング店の店員。
山下絆造
演 - 井川比佐志
舞永の父。
山下しのぶ
演 - 赤座美代子
舞永の母。
広瀬友子
演 - 山岸里紗
吾郎の娘。静岡で吾郎の元妻の両親と暮らしている。
その他
演 - 斉藤暁

## スタッフ
- 脚本：遊川和彦
- 音楽：若草恵
- プロデュース：八木康夫
- 演出：土井裕泰、加藤浩丈、鈴木早苗、壁谷悌之
- 主題歌：スウィング・アウト・シスター「あなたにいてほしい（Now You're Not Here）」
- 挿入歌：ビリー・ジョエル「ザ・ロンゲスト・タイム」
- 制作：TBS

## 受賞歴
- 第10回ザテレビジョンドラマアカデミー賞[6][7]
  - 最優秀作品賞
  - 主演男優賞（織田裕二）
  - 主演女優賞（常盤貴子）
  - 助演女優賞（飯島直子）
  - 脚本賞（遊川和彦）
  - タイトルバック賞（土井裕泰、保坂久美子）
- オールスター赤面申告!ハプニング大賞
  - 大ハプニング賞
- 第5回J.S.C.賞（「私の中の他人」服部康夫）

## 放送日程
| 各話   | 放送日  | サブタイトル            | 視聴率 |
| ------ | ------- | ----------------------- | ------ |
| 第1話  | 7月4日  | 永遠の秘密              | 19.1%  |
| 第2話  | 7月11日 | 戻れない二人            | 22.7%  |
| 第3話  | 7月18日 | 悲しい告白              | 20.9%  |
| 第4話  | 7月25日 | くちづけ                | 20.0%  |
| 第5話  | 8月1日  | 心の傷                  | 20.1%  |
| 第6話  | 8月8日  | こんなに愛しているのに… | 19.6%  |
| 第7話  | 8月15日 | 別離                    | 18.2%  |
| 第8話  | 8月22日 | 私の中の他人            | 22.1%  |
| 第9話  | 8月29日 | 逃避行                  | 21.4%  |
| 第10話 | 9月5日  | あなたにいてほしい      | 20.3%  |
| 第11話 | 9月12日 | 犯人との対決            | 21.2%  |
| 最終話 | 9月19日 | 最高の復讐              | 23.2%  |

- 初回は22時 - 23時24分の30分拡大放送[1]。